# Вітково (Ліпновський повіт)
Вітково (пол. Witkowo, нім. Wittgen) — село в Польщі, у гміні Вельґе Ліпновського повіту Куявсько-Поморського воєводства.
Населення — 424 особи (2011).
У 1975-1998 роках село належало до Влоцлавського воєводства.

## Демографія
Демографічна структура станом на 31 березня 2011 року:
|          | Загалом | Допрацездатний вік | Працездатний вік | Постпрацездатний вік |
| -------- | ------- | ------------------ | ---------------- | -------------------- |
| Чоловіки | 204     | 49                 | 140              | 15                   |
| Жінки    | 220     | 45                 | 127              | 48                   |
| Разом    | 424     | 94                 | 267              | 63                   |